# Janine Alder
Janine Alder, född den 5 juli 1995 i Urnäsch i Schweiz, är en schweizisk ishockeyspelare.
Hon tog OS-brons i damernas ishockeyturnering i samband med de olympiska ishockeytävlingarna 2014 i Sotji.